# Rugby-Union-Südamerikameisterschaft
Die Rugby-Union-Südamerikameisterschaft (spanisch Sudamericano de Rugby) ist die seit 1951 bestehende Meisterschaft Südamerikas in der Sportart Rugby Union. Sie wird vom Kontinentalverband Sudamérica Rugby organisiert, findet in der Regel jährlich statt und umfasst die sechs besten Nationalmannschaften des Kontinents. Ein alternativer Name ist Seis naciones („sechs Nationen“), in Anlehnung an die europäischen Six Nations. Es gibt auch zwei niedrigere Stärkeklassen, die División B (seit 2000) und die División C (seit 2012), wobei letztere Mannschaften aus Mittelamerika mit einschließt.

## Geschichte
1951 hätte im Rahmen der Panamerikanischen Spiele ein Rugbyturnier ausgetragen werden sollen, es musste aber um mehrere Monate verschoben werden. Das so genannte ABCU-Turnier (benannt nach den Teilnehmerländern Argentinien, Brasilien, Chile und Uruguay) wurde nachträglich als erste Kontinentalmeisterschaft anerkannt. Von 1958 bis 1998 waren Argentinien, Chile und Uruguay die Kernmannschaften des Turniers. Sie traten neben den gelegentlich teilnehmenden Mannschaften Brasiliens, Paraguays und Perus an. Während dieser Zeit gewannen die Argentinier sämtliche Turniere – mit Ausnahme von 1981, als sie auf eine Teilnahme verzichteten.
2000 kam eine zweite Division hinzu, in der die letztplatzierte Mannschaft der A-Division ein Playoff-Spiel gegen die bestplatzierte Mannschaft der B-Division bestritt, auch wenn dies aufgrund der Qualifikationsformate für die Rugby-Union-Weltmeisterschaft nicht bei jedem Turnier der Fall war. Dasselbe galt in Bezug auf die im Jahr 2012 hinzugekommene C-Division. 2014 erfolgte eine Teilung der A-Division in zwei Phasen. In der ersten traten die Nationalmannschaften Brasiliens, Chiles, Paraguays und Uruguays gegeneinander an. In der zweiten trafen die Erst- und Zweitplatzierten im CONSUR Cup auf Argentinien (2016 und 2017 als Sudamérica Rugby Cup bezeichnet). 2018 gab es eine weitere Änderung des Turnierformats: Nun traten sechs Mannschaften gegeneinander an, Argentinien und Uruguay jedoch nur mit einem Reserveteam.

## Turniere im Überblick

### Südamerikameisterschaft
| Jahr | Sieger      | Platz 2   | Platz 3  | Platz 4   | Platz 5   |
| ---- | ----------- | --------- | -------- | --------- | --------- |
| 1951 | Argentinien | Uruguay   | Chile    | Brasilien |           |
| 1958 | Argentinien | Chile     | Uruguay  | Peru      |           |
| 1961 | Argentinien | Chile     | Uruguay  | Brasilien |           |
| 1964 | Argentinien | Brasilien | Uruguay  | Chile     |           |
| 1967 | Argentinien | Chile     | Uruguay  |           |           |
| 1969 | Argentinien | Chile     | Uruguay  |           |           |
| 1971 | Argentinien | Chile     | Uruguay  | Brasilien | Paraguay  |
| 1973 | Argentinien | Uruguay   | Chile    | Brasilien | Paraguay  |
| 1975 | Argentinien | Chile     | Uruguay  | Brasilien | Paraguay  |
| 1977 | Argentinien | Uruguay   | Chile    | Paraguay  | Brasilien |
| 1979 | Argentinien | Uruguay   | Chile    | Brasilien | Paraguay  |
| 1981 | Uruguay     | Chile     | Paraguay | Brasilien |           |
| 1983 | Argentinien | Uruguay   | Chile    | Paraguay  |           |
| 1985 | Argentinien | Uruguay   | Chile    | Paraguay  |           |
| 1987 | Argentinien | Uruguay   | Chile    | Paraguay  |           |
| 1989 | Argentinien | Uruguay   | Chile    | Brasilien | Paraguay  |
| 1991 | Argentinien | Uruguay   | Chile    | Paraguay  | Brasilien |
| 1993 | Argentinien | Uruguay   | Chile    | Paraguay  | Brasilien |
| 1995 | Argentinien | Uruguay   | Chile    | Paraguay  |           |
| 1997 | Argentinien | Uruguay   | Chile    | Paraguay  |           |
| 1998 | Argentinien | Uruguay   | Chile    | Paraguay  |           |

### División A
| Jahr | Sieger      | Platz 2  | Platz 3   | Platz 4   | Platz 5  |
| ---- | ----------- | -------- | --------- | --------- | -------- |
| 2000 | Argentinien | Uruguay  | Chile     |           |          |
| 2001 | Argentinien | Uruguay  | Chile     | Paraguay  |          |
| 2002 | Argentinien | Uruguay  | Chile     | Paraguay  |          |
| 2003 | Argentinien | Uruguay  | Chile     | Paraguay  |          |
| 2004 | Argentinien | Uruguay  | Chile     | Venezuela |          |
| 2005 | Argentinien | Uruguay  | Chile     |           |          |
| 2006 | Argentinien | Uruguay  | Chile     |           |          |
| 2007 | Argentinien | Uruguay  | Chile     |           |          |
| 2008 | Argentinien | Uruguay  | Chile     |           |          |
| 2009 | Argentinien | Uruguay  | Chile     | Brasilien | Paraguay |
| 2010 | Argentinien | Uruguay  | Chile     | Brasilien | Paraguay |
| 2011 | Argentinien | Chile    | Uruguay   | Brasilien |          |
| 2012 | Argentinien | Uruguay  | Chile     | Brasilien |          |
| 2013 | Argentinien | Uruguay  | Chile     | Brasilien |          |
| 2014 | Uruguay     | Paraguay | Brasilien | Chile     |          |
| 2015 | Chile       | Uruguay  | Paraguay  | Brasilien |          |
| 2016 | Uruguay     | Chile    | Brasilien | Paraguay  |          |
| 2017 | Uruguay     | Chile    | Brasilien | Paraguay  |          |

### Cuatro naciones / Seis naciones
| Jahr | Sieger         | Platz 2        | Platz 3    | Platz 4    | Platz 5   | Platz 6   |
| ---- | -------------- | -------------- | ---------- | ---------- | --------- | --------- |
| 2018 | Brasilien      | Argentinien XV | Chile      | Uruguay XV | Paraguay  | Kolumbien |
| 2019 | Argentinien XV | Uruguay XV     | Chile      | Brasilien  | Kolumbien | Paraguay  |
| 2020 | Argentinien XV | Chile          | Uruguay XV | Brasilien  |           |           |

### CONSUR Cup / Sudamérica Rugby Cup
Von 2014 bis 2017 verzichtete Argentinien auf eine Teilnahme an der Division A der Südamerikameisterschaft. Die beste Mannschaft der Division A sowie die zweitplatzierte Mannschaft spielten anschließend um den CONSUR Cup. Ab 2016 hieß der Wettbewerb Sudamérica Rugby Cup. Der Modus bewährte sich nicht und wurde nach vier Austragungen aufgegeben.
| Jahr | Sieger      | Platz 2 | Platz 3  |
| ---- | ----------- | ------- | -------- |
| 2014 | Argentinien | Uruguay | Chile    |
| 2015 | Argentinien | Uruguay | Paraguay |
| 2016 | Argentinien | Uruguay | Chile    |
| 2017 | Argentinien | Uruguay | Chile    |